# Kostim
Kostim je odjeća ili oprava koju glumac nosi u kazalištu ili filmu. Obično je to odjeća karakteristična za određeno vremensko razdoblje ili za određenu skupinu ljudi, a uz kostim obično ide i određena pripadajuća rekvizita.
Kostim se izrađuje po unaprijed određenim nacrtu ili skici, a osmišljava ga kostimograf.